# Cığalazade Yusuf Sinan Paixà
Cığalazade Yusuf Sinan Paşa (Messina, 1545-1605) fou un militar i polític otomà d'origen genovès, de la família genovesa dels Cicala, i que de naixement va portar el nom d'Escipió Cicala. Era fill del vescomte de Cicala, un corsari al servei de la corona espanyola, i una dona turca de Castelnuovo. Pare i fill foren fet presoners el 1560 o 1561 per corsaris otomans i portats a Trípoli de Líbia i després a Istanbul. El pare fou rescatat i va tornar a Messina (Sicília) on va morir el 1564, però el fill va restar a territori otomà i es va fer musulmà, entrant a servir al palau imperial com silahdar. Per dos matrimonis successius amb besnetes del sultà Solimà Kanuni (1573 i 1576) va ascendir al grau de kapidji bashi.
El 1575 va esdevenir agha dels geníssers. Després del 1578 va tenir alts càrrecs militars en la guerra contra els perses (1578-1590); el 1583 fou nomenat beglerbegi de Van i el mateix any va ser nomenat també comandant de la fortalesa d'Erevan i va rebre el rang de visir. El 1585 va tenir part activa a la campanya de Tabriz i l'any següent fou nomenat beglerbeg de Bagdad, i amb aquest càrrec va conquerir Nihawand i Hamadan als perses.
Després de la pau de 1590 fou nomenat beglerbeg d'Erzurum i el 1591 Kapudan Paixà o gran almirall de la flota (fins a 1595). El gran visir Khodja Sinan Pasha el va ascendir a quart visir el 1593 i després, durant la guerra contra Àustria iniciada aquell any, a tercer visir (1596); en aquesta condició va acompanyar al sultà Mehmet III a la campanya d'Hongria (1596) i encara que no va poder auxiliar a l'assetjada fortalesa de Khatwan (Hatvan) que fou ocupada pels cristians el setembre de 1596, va participar amb èxit al Setge d'Eger (Erlau) aquella mateixa tardor, i a la batalla de Mezőkeresztes l'octubre de 1596, on fou decisiu pel triomf otomà.
Llavors fou nomenat gran visir. Va tractar de restaurar la disciplina a l'exèrcit i va intervenir en els afers del Kanat de Crimea, i això li van crear l'oposició d'un partit de la cort partidari de l'anterior gran visir Damad Ibrahim Pasha, i fou destituït al cap d'un mes i mig (desembre de 1596). L'any següent fou nomenat beglerbeg de Xam (Síria) càrrec que va ocupar entre el desembre de 1597 i el maig de 1599, quan fou nomenat per segona vegada com Kapudan Paixà.
El 1604 fou nomenat comandant en cap del front oriental en la nova guerra contra els perses. A la seva campanya del 1604 va entrar a Tabriz però a la batalla d'Úrmia prop de la riba del llac Úrmia i es va retirar cap a la fortalesa de Van i d'allí cap al Diyarbakir i va morir durant la retirada a finals del 1605.